# 増田聡
増田 聡（ますだ さとし、1971年4月5日 - ）は、日本の美学者、大阪公立大学教授。専門は音楽美学、ポピュラー音楽研究、メディア論。

## 経歴
北九州市に生まれ、福岡県立小倉高等学校から大阪大学文学部に進む。2000年、「現代ポピュラー音楽の美学的研究 : 「作品」「作者」概念を中心に」により、大阪大学から博士（文学）を取得して、大阪大学大学院文学研究科芸術学専攻博士後期課程を修了し、鳴門教育大学学校教育学部芸術系（音楽）教育講座助手となった。2003年に鳴門教育大学を退職して拠点を関東に移し、多数の大学の非常勤講師を務めた後、2008年に大阪市立大学大学院文学研究科・文学部 准教授となった。2018年より同大学教授。また、2011年01月から2014年12月まで、日本ポピュラー音楽学会事務局長を務めた。

## 研究
増田は、伝統的な西洋音楽に起源をもつ「作品と作者」という構造を批判的に検討するなど、著作権制度などの社会的意義の検討をテーマとしている。

## 著書

### 単著
- 『その音楽の〈作者〉とは誰か――リミックス・産業・著作権』みすず書房、2005年
- 『聴衆をつくる――音楽批評の解体文法』青土社、2006年

### 共著
- （谷口文和との共著）『音楽未来形 ― デジタル時代の音楽文化のゆくえ』洋泉社、2005年
- （小川博司、小田原敏、粟谷佳司、小泉恭子、葉口英子との共著）『メディア時代の広告と音楽：変容するCMと音楽化社会』新曜社、2005年
- （渡辺裕との共著）『クラシック音楽の政治学』青弓社、2005年
- （斎藤環、都築響一、椹木野衣、飯田豊、石岡良治、卯城竜太、櫛野展正、津口在五との共著）『ヤンキー人類学-突破者たちの「アート」と表現』フィルムアート社、2014年